# Gomphus simillimus
Gomphus simillimus är en trollsländeart. Gomphus simillimus ingår i släktet Gomphus och familjen flodtrollsländor.

## Underarter
Arten delas in i följande underarter:
- G. s. maroccanus
- G. s. simillimus